# Семейство Немезиды
Семейство Немезиды — небольшое семейство астероидов, расположенное в главном поясе. Семейство названо в честь первого астероида, классифицированного в эту группу — (128) Немезида.

## Крупнейшие астероиды этого семейства
| Имя            | Диаметр  | Большая полуось | Наклонение орбиты | Эксцентриситет орбиты | Год открытия |
| -------------- | -------- | --------------- | ----------------- | --------------------- | ------------ |
| (128) Немезида | 188,2 км | 2,749 а. е.     | 6,254 °           | 0,127                 | 1872         |
| (210) Изабелла | 86,65 км | 2,722 а. е.     | 5,261 °           | 0,124                 | 1879         |
| (6223) Даль    | 19,63 км | 2,736 а. е.     | 3,853 °           | 0,118                 | 1980         |